# Леонов, Иван Петрович (сценарист)
Иван Петрович Леонов (1897 — 19хх) — русский и советский артельщик, киномеханик, пастух, садовник, сценарист и чернорабочий.

## Биография
Родился в 1897 году. Труду приучён с детства, работая в должностях артельщика, пастуха, садовника и чернорабочего. Поступил в железнодорожное училище в Коврове и позже его окончил, позже учился в семинарии и университете. В 1918 году одним из первых вступил в партию Вкп(б), в связи с этим получил должность редактора ряда газет во фронтовых приволжских городах. В 1923 году его пригласили в Москву на киностудию Госкино и дали должность помощника режиссёра, так с этого момента и началась его работа в кинематографе в качестве сценариста. В 1930-х годах порвал с кинематографом и перешёл на партийную и профсоюзную работу. В 1941 году в связи с началом ВОВ ушёл добровольцем на фронт и прошёл всю войну. Дальнейшая судьба неизвестна.

## Фильмография

### Сценарист
- 1923 — На крыльях ввысь
- 1924 —
  - Аборт
  - К надземным победам
  - Тёплая компания
- 1925 — Чудесная книжка
- 1926 — Соперники
- 1928 — Девушка с палубы